# 청주 영규대사 전장기적비
청주 영규대사 전장기적비는 충청북도 청주시 상당구에 있다. 2015년 4월 17일 청주시의 향토유적 제45호로 지정되었다.

## 개요
임진왜란때 청주성 탈환시 승군을 이끌었던 영규대사의 전장 기적비이다.